# Дзиндзу
Дзиндзу (яп. 神通川 дзиндзу:-гава) — река в Японии в префектурах Тояма и Гифу. Длина реки — 120 км. Площадь водосборного бассейна — 2720 км². Средний расход воды — 175,2 м³/с. На территории её бассейна проживает около 380.000 человек.
Исток реки находится в префектуре Гифу, на территории города Такаяма, под горой Каоре-Даке (высотой 1626 м). В верховьях река носит название Миягава (яп. 宮川) и течёт на север, объединяясь с реками Каваками (яп. 川上川), Охатига (яп. 大八賀川) и Одори (яп. 小鳥川). Река образует границу префектур Гифу и Тояма, после чего втекает в Тояму, где в неё впадает Такахара (яп. 高原川), и меняет своё название на Дзиндзу. Она протекает через ущелье Дзиндзу (яп. 神通峡) и выходит на равнину, где в неё впадают Ида (яп. 井田川) и Кумано (яп. 熊野川). Дзиндзу впадает в бухту Тояма Японского моря.
Около 87 % бассейна занимает природная растительность, около 9 % — сельскохозяйственные земли, около 4 % застроено. Уклон реки в верховьях составляет около 1/20-1/150, в среднем течении — 1/150-1/250, в низовьях — менее 1/250.
На реке расположено множество плотин.
В результате добычи кадмия вода ниже по течению была загрязнена вредными веществами.